# Молен (архипелаг)
Архипелаг Молен (фр. Archipel de Molène, брет. Enezeg Molenez) — группа небольших островов между островом Уэссан и Ле-Конке.
Расположен Молен на севере моря Ируаз, открытого залива на западе Бретани. Архипелаг занимает 11 маленьких островов и несколько скал. На главном острове в 2010 году проживало 208 человек, 4 жителя приходилось на остров Кеменес. Административно острова поделены между коммунами Ле-Конке и Иль-Молен департамента Финистер.
На островах практически отсутствуют деревья, в переводе с бретонского архипелаг и назван «Лысыми островами».
Хотя большинство островов необитаемы, человек посещал их давно, что можно судить по остаткам древних строений.
Часть акватории моря Ируаз у архипелага Молен зарезервирована для биосферного заповедника. Однако, вокруг островов проходят сильные морские течения, там множество подводных рифов. Это затрудняет развитие туристической инфраструктуры. Для безопасности судоходства на островах построены маяки.

## Галерея

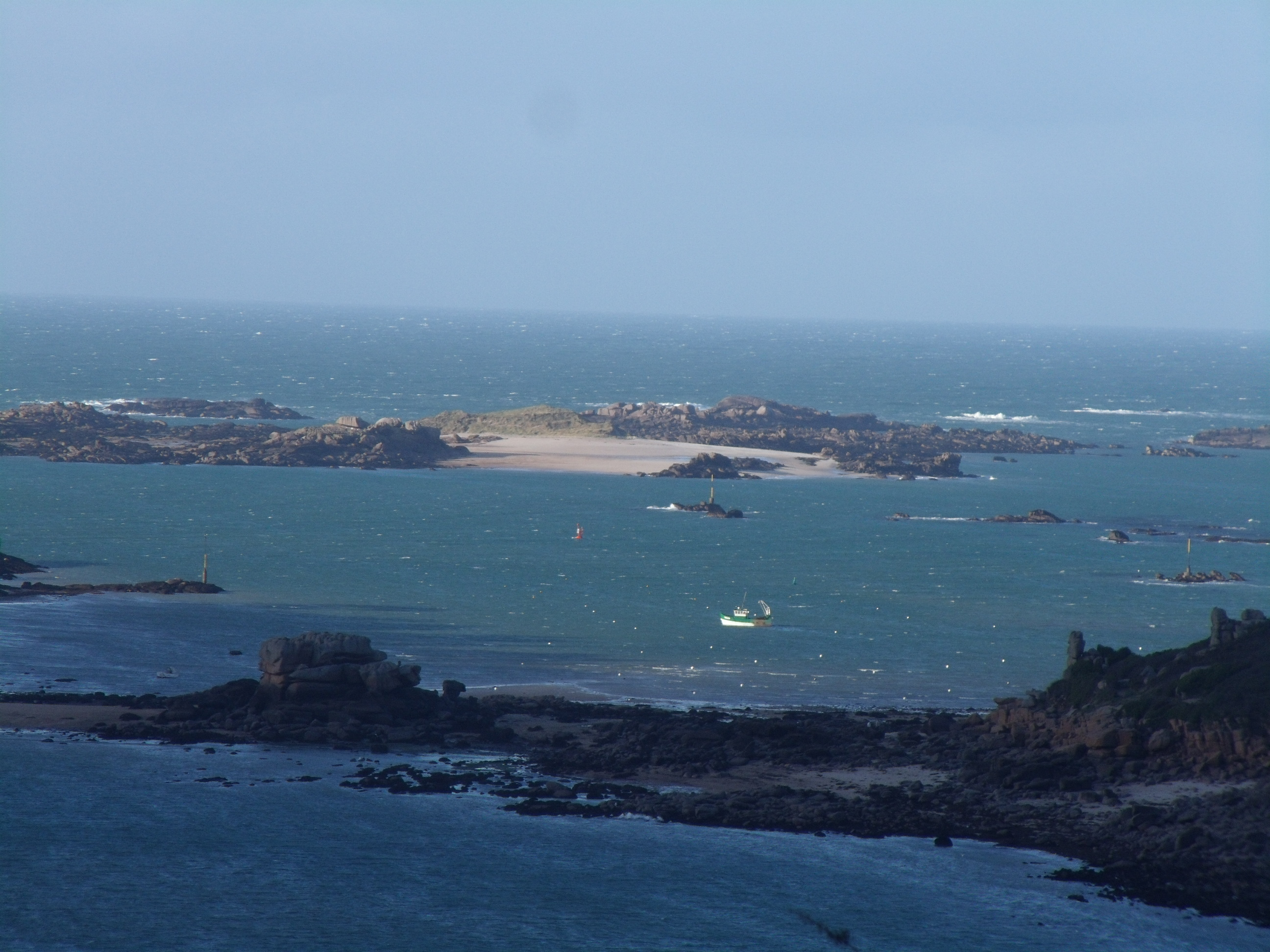
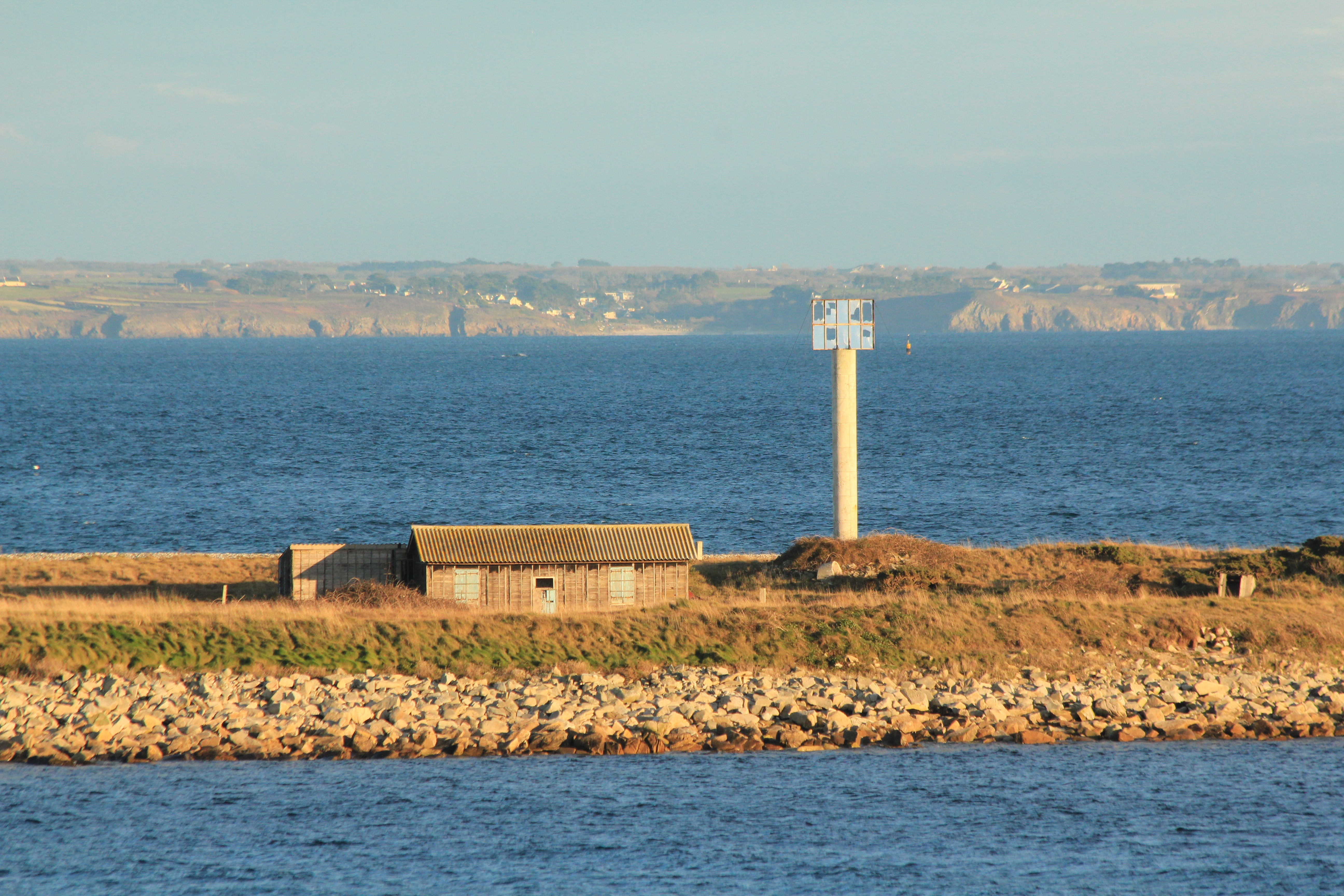
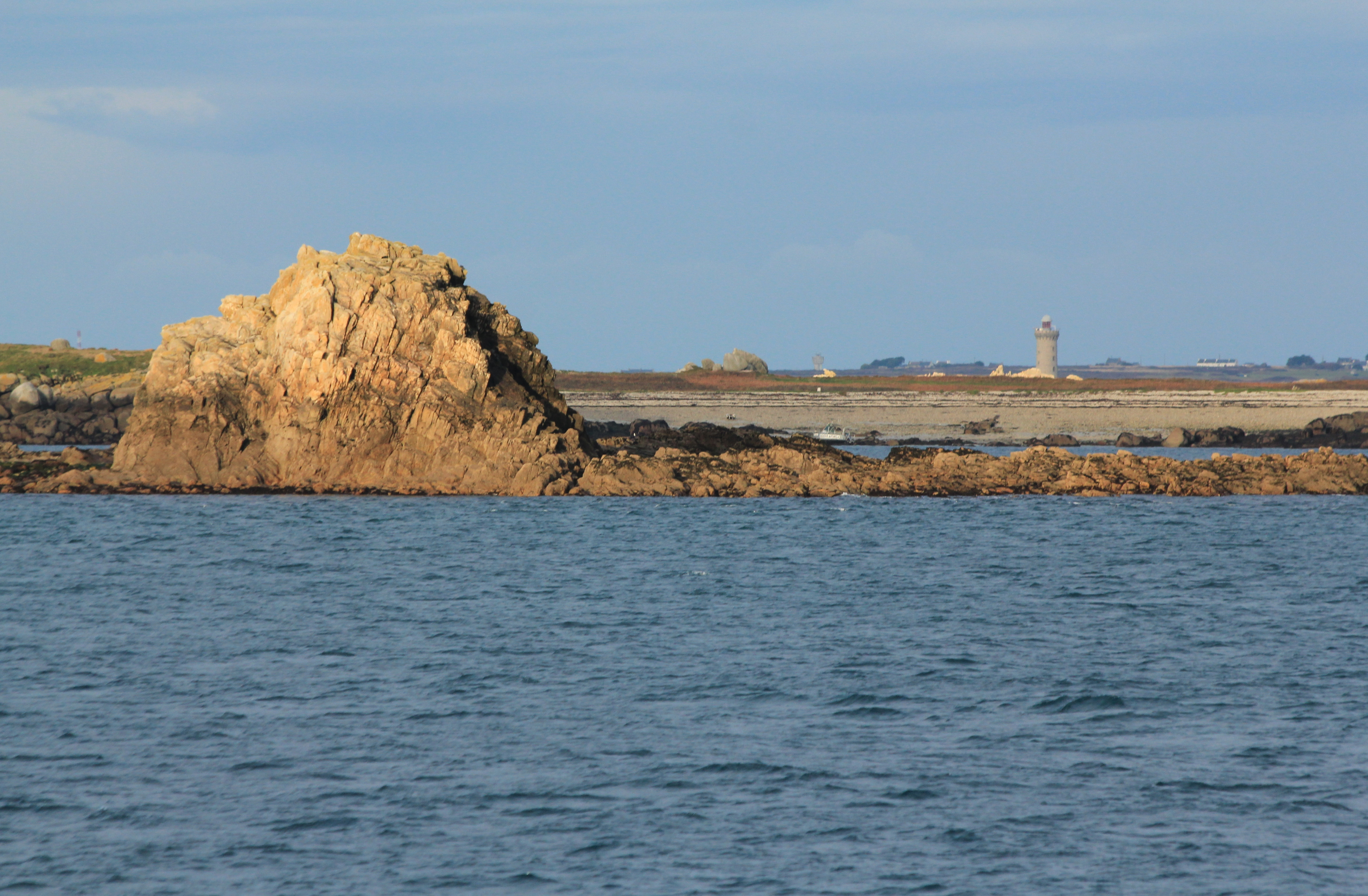
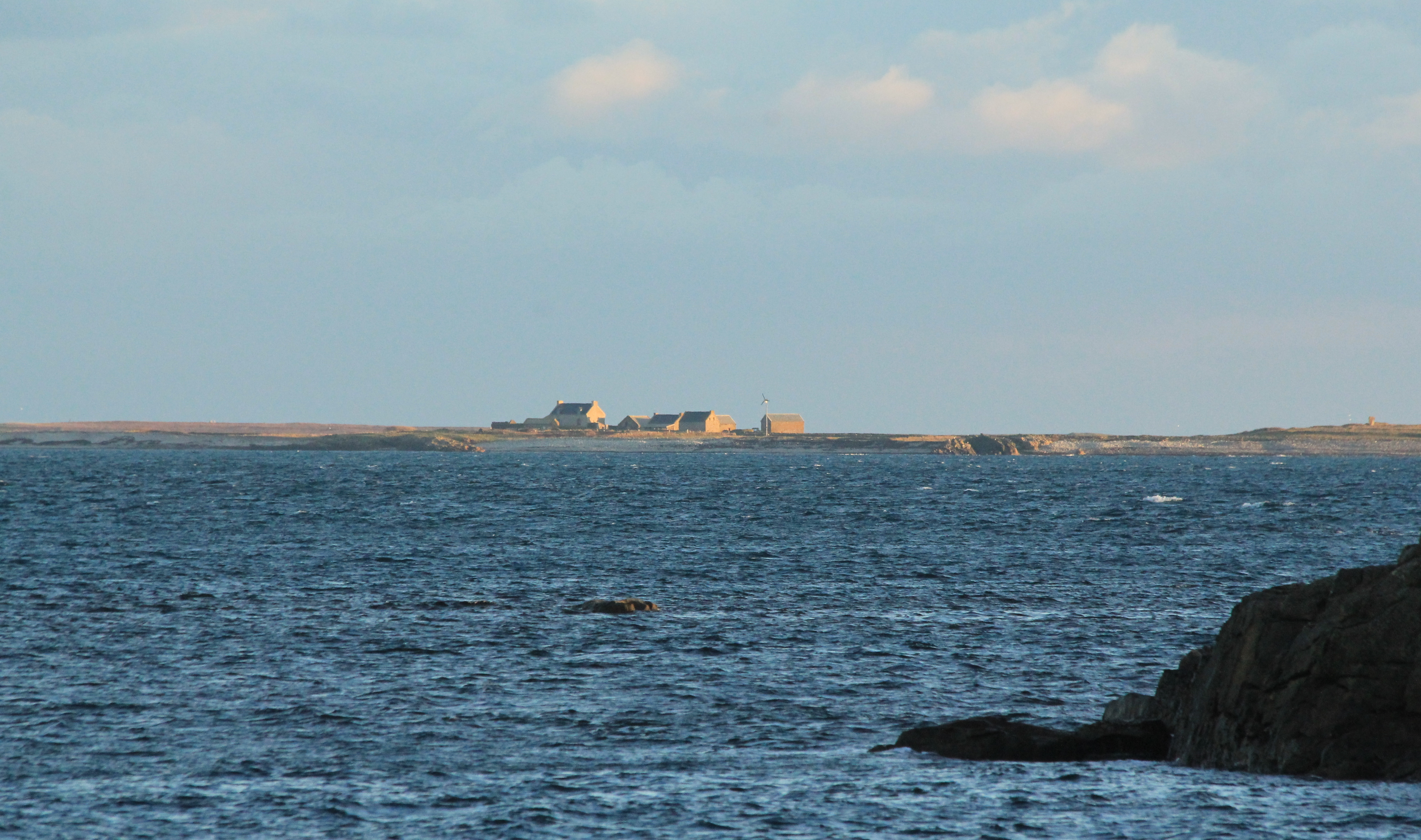